# Борхес, Нора
Но́ра Бо́рхес, собственно Леонор Фанни Борхес Асеведо (исп.  Norah Borges, Leonor Fanny Borges Acevedo; 4 марта 1901, Буэнос-Айрес — 20 июля 1998, Буэнос-Айрес) — аргентинская художница, младшая сестра Хорхе Луиса Борхеса.

## Биография
Леонор получила прозвище Нора от своего старшего брата Хорхе Луиса. О своей сестре Борхес писал:

Во всех наших играх верховодила Нора, я робко и послушно следовал за ней. Она забиралась на крышу, карабкалась на деревья; я подражал ей не столько со страстью, сколько с ужасом.
— Хорхе Луис Борхес, «Моя сестра Нора»
Вместе с семьей приехала в Швейцарию, где отец лечился от усиливающейся слепоты. Училась живописи и графике в Женеве и Лугано у мастеров, близких к немецкому экспрессионизму. В Швейцарии Нора Борхес пишет и иллюстрирует свой первый поэтический сборник «Notas lejanas» (1915). Семейству пришлось задержаться в Европе из-за Первой мировой войны. Опять-таки вместе с семьей оказалась в Провансе, а затем в Испании (Барселона, Севилья, Гранада, Мадрид), сблизилась, как и её брат, с местными авангардистами. Подружилась с Хуаном Рамоном Хименесом, позднее иллюстрировала его книги, в том числе — повесть Платеро и я, а Хименес оставил её лирический портрет в книге Испанцы трех миров.
В 1921 году вся семья вернулась в Буэнос-Айрес. Нора сблизилась с литературной группой Флорида, публиковала рисунки в изданиях аргентинских ультраистов (Призма, Форштевень, Мартин Фьерро). Иллюстрировала первые книги брата. В 1928 году вышла замуж за испанского писателя и литературного критика Гильермо де Торре, с которым познакомилась еще в Испании. В годы Второй мировой войны вместе с Сильвиной Окампо (книги которой Нора также иллюстрировала), художницей Ракель Форнер, фотографом Аннемари Генрих и др. входила в женскую антифашистскую ассоциацию. Дружила с Марухой Мальо. Вместе с матерью провела месяц в тюрьме за публичные выступления против Хуана Доминго Перона и его авторитарного режима.
Похоронена на буэнос-айресском кладбище Реколета.

## Творчество
Иллюстрировала книги Гомеса де ла Серны, Рафаэля Альберти, Виктории Окампо, Адольфо Биоя Касареса, Хулио Кортасара и др. Выступала как художественный критик (под псевдонимом Мануэль Пинедо). Работала над декорациями к постановкам пьес Гарсиа Лорки.